# Oege (Halver)
Oege ist ein Ortsteil von Halver im Märkischen Kreis im Regierungsbezirk Arnsberg in Nordrhein-Westfalen (Deutschland).

## Lage und Beschreibung
Oege liegt nordwestlich des Halveraner Hauptortes am Rande eines Gewerbegebietes. Die Nachbarorte sind der Hauptort Halver und die Außenortschaften Weißenpferd, Schmalenbach, Kirchlöh, Löhbach und Oberhürxtal.
Der Ort ist über Nebenstraßen von der Bundesstraße 229, der Landesstraße 528 oder dem Hauptort zu erreichen, die auch Löhbach und Auf den Kuhlen anbinden. An Oege fließt der Löhbach vorbei.

## Geschichte
Oege wurde erstmals 1480 urkundlich erwähnt, die Entstehungszeit der Siedlung wird aber im Zeitraum zwischen 900 und 1050 in der Folge des fränkisch-karolingischen Siedlungsbaus vermutet. Oege ist ein Abspliss der Hofschaft Rotthausen.
1818 lebten sechs Einwohner im Ort. 1838 gehörte Oege der Halver Dorfbauerschaft innerhalb der Bürgermeisterei Halver an. Der laut der Ortschafts- und Entfernungs-Tabelle des Regierungs-Bezirks Arnsberg als Ackergut bezeichnete Ort besaß zu dieser Zeit ein Wohnhaus, eine Fabrik bzw. Mühle und zwei landwirtschaftliche Gebäude. Zu dieser Zeit lebten sieben Einwohner im Ort, allesamt evangelischen Glaubens.
Das Gemeindelexikon für die Provinz Westfalen von 1887 gibt eine Zahl von acht Einwohnern an, die in ein Wohnhaus lebten.